# Medplus Colombia
Medplus Colombia (Fundada como Cafesalud, el 1 de diciembre de 1994 en Ciudad, Bogotá) es una organización de bienes de consumo. En la actualidad se destaca por un mérito, influencia mercantil, ingresos o similares. 

## Historia
Se remonta a la bonanza cafetera de finales de los años 80 cuando la Federación Nacional de Cafeteros de Colombia, decide proporcionarles a los cafeteros asociados el servicio de la prestación de servicios de salud, constituyéndose Cafesalud Medicina Prepagada  S.A, empresa que abre sus puertas el 19 de septiembre de 1991 para ofrecer servicios de salud a sus afiliados bajo los planes: Cereza, Café y Excelso denominados de esta manera buscando hacer alusión al café, sus variedades y composición.
Posteriormente en 1993 el Gobierno Nacional determina modificar el Sistema Nacional de Salud mediante la ley 100 por el Sistema General de Seguridad Social en Salud; Cafesalud Medicina Prepagada decide ampliar su portafolio de servicios conformando unidades de negocio para ofrecer Planes Obligatorios de Salud (POS) para el régimen contributivo y subsidiado, registrando el 1 de diciembre de 1994 ante la Cámara de Comercio de Bogotá Cafesalud EPS y Cafesalud ARS.
Durante los siguientes 10 años Cafesalud apertura sedes en Ibagué, Cúcuta, Santa Marta, Cali, Cartagena, Valledupar, Barranquilla y Bucaramanga que se suman a las sedes en ciudades como Medellín, Manizales, Armenia, Pereira y Bogotá, con las que inició
En el año 2002 la Federación Nacional de Cafeteros decide concentrar sus esfuerzos en la naturaleza de sus funciones, la exportación de café, comenzando la venta de sus activos no relacionados con el café como: Bancafé (ahora Davivienda), Flota Mercante Grancolombiana, Agrícola de Seguros (ahora Sura), Aces (ahora Avianca) y Cafesalud.
En el 2003 el Grupo SaludCoop adquiere Cafesalud EPS y un grupo de empresarios privados adquieren Cafesalud Medicina Prepagada.
Del 2007 al 2009 apertura sucursales para prestar servicios de oftalmología, droguería, ambulancias, centros médicos y consolidan el Centro de Investigaciones. Por su parte, el laboratorio clínico recibe el sello de certificación en calidad del ICONTEC en el 2009.
En el año 2010 se inicia con la puesta en marcha de varias empresas entre ellas Altea Farmacéutica, Clínica VIP, Creare, MedPlus Clinimas, MedPlus Centro Médico integral entre otros, consolidándose como holding empresarial en el año 2012.
En el año 2011 Cafesalud Medicina Prepagada cambia de nombre y razón social a MedPlus Medicina Prepagada, junto con este cambio se consolida el Contact Center de MedPlus como unidad estratégica de negocio.
Con el respaldo de MedPlus, en el año 2014 se crea la Fundación Manos Pintadas de Azul, con el objetivo de atender comunidades que aún no reciben atención médica adecuada. MedPlus se adhiere al pacto global para contribuir con los Objetivos de Desarrollo Sostenible de las Naciones Unidas e inician la medición de la Huella de Carbono Corporativa
En el año 2015 La Cámara de Comercio de Bogotá –CCB–, I la organización y en 2016 MedPlus se consolida como la primera empresa de medicina prepagada en ser carbono neutro y adherirse al Mercado Voluntario de Carbono para apoyar proyectos contra el cambio climático y a favor de la protección ambiental.
Actualmente cuenta con presencia en la capital y 14 departamentos del país, el respaldo del Holding Empresarial MedPlus Group con más de 1700 colaboradores y 29 años de experiencia.